# Monnina steyermarkii
Monnina steyermarkii là một loài thực vật có hoa trong họ Polygalaceae. Loài này được Ferreyra mô tả khoa học đầu tiên năm 1957.